# Yuki Nakashima (Musikerin)

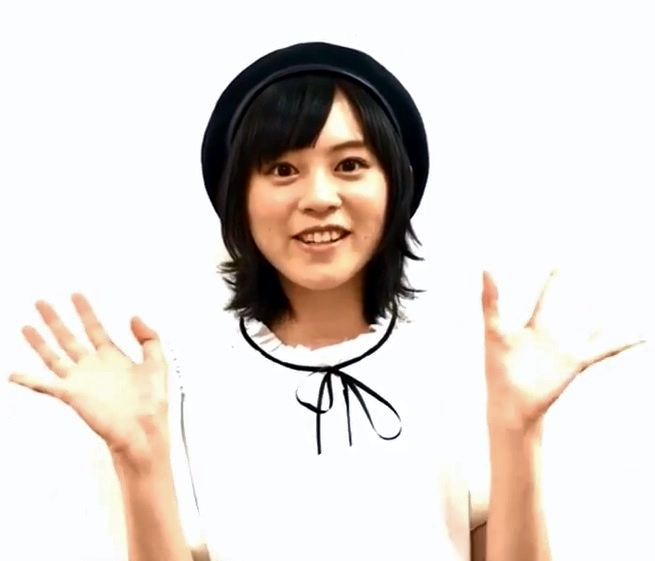
Yuki Nakashima, 2018

Yuki Nakashima (中島 由貴 Nakashima Yuki, * am 12. September 1997 in der Präfektur Wakayama) ist ein japanisches Model, Seiyū und Popsängerin, die bei der Künstleragentur Beffect unter Vertrag steht.
Sie begann als Kindermodel und Kinderdarstellerin, war in diversen Magazinen und Werbespots zu sehen, bevor sie ein Synchronsprecher-Casting gewann. Sie war Mitglied der Idol-Gruppe Earth Star Dream. Im Jahr 2018 ersetzte sie Yurika Endō als Synchronsprecherin der Lisa Imai aus BanG Dream.

## Biografie
Nakashima wurde am 12. September 1997 in der Präfektur Wakayama geboren. Bereits in jungen Jahren war sie an der Unterhaltungsbranche interessiert und beschloss später als Sängerin, Tänzerin oder Schauspielerin zu arbeiten. In der Mittelschule trat sie dem Jazzmusikclub der Schule bei und lernte dort Bassgitarre zu spielen. Nachdem sie die Animeserie Gin Tama gesehen hatte, wurde ihr Interesse zum Synchronsprechen geweckt. Dieses Interesse wuchs nachdem sie auf die Animeserie Teekyu aufmerksam wurde.
Nakashima begann im Alter von 14 Jahren als Kindermodel zu arbeiten, als sie im Magazin JS Girl zu sehen war. Außerdem war sie in mehreren Werbespots und Dramen zu sehen. Auf Drängen ihrer Mutter nahm Yuki Nakashima an einem Synchronsprecher-Casting des Medienkonzerns Earth Star Entertainment teil. Nakashima gewann den Wettbewerb gemeinsam mit Kanon Takao gegenüber 3000 weiteren Mitbewerbern. Nach dem Ende des Wettbewerbs wurde Nakashima neben Takao und weiteren Teilnehmerinnen des Castings Mitglied der Idol-Gruppe Earth Star Dream, bei der sie von 2014 bis 2017 als Musikerin aktiv war. Im Jahr 2015 begann Nakashimas Karriere als Seiyū, als sie in der Animeserie Teekyu die Rolle der Kinako Tanaka sprach.
Im Jahr 2017 sprach sie Yūki Otokura in der Animeserie The Idolmaster Cinderella Girls. Später im selben Jahr kündigte Nakashima den Austritt bei Earth Star Dream an um eine Solokarriere starten zu können. Obwohl sie zunächst bekanntgab, bei Earth Star Entertainment zu bleiben, stieg sie im April 2018 aus, nachdem das Unternehmen ihre Managementaktivitäten stilllegen würde und unterzeichnete einen Vertrag bei der Agentur Beffect. Im Mai des Jahres 2018 wurde angekündigt, dass Nakashima Yurika Endō als Synchronsprecher der Lisa Imai bei BanG Dream! ersetzen würde. Dadurch wurde sie auch Bassistin der Rockband Roselia, die ebenfalls zum BanG-Dream!-Franchise gehört.
Im Dezember des Jahres 2020 startete Nakashima eine Solo-Musikerkarriere und veröffentlichte bei NBCUniversal Entertainment Japan ihr Debütalbum Chapter I, welches in die Oricon-Charts einsteigen konnte. Nakashimas zweites Soloalbum, Sapphire folgte am 1. März 2023 und schaffte den Einstieg in die Top-10 der Oricon-Albumcharts.

## Personelles
Neben ihren musikalischen Interessen macht Nakashima Werbung für ihre Heimatregion in der Präfektur Wakayama. So war sie im Jahr 2018 Botschafterin für eine Kampagne der heimischen Orangen-Anbauindustrie. Im Jahr 2019 wurde sie durch die regionale Regierung zur Pressesprecherin erklärt.

## Sprechrollen
| Anime - 2015: Teekyu als Kinako Tanaka - 2015: Castle Town Dandelion als weiblicher Weihnachtsmann - 2015: A Simple Thinking About Blood Type - 2016: Ooya-san wa Shishunki! als Asuka Mori - 2016: Onigiri als Veronika - 2016: Usakame als Kinako Tanaka - 2017: Yu-Gi-Oh VRAINS als Aoi Zaizen - 2017: The Idolmaster Cinderella Girls als Yūki Otokura - 2017: Himōto! Umaru-chan als Akira Asuka - 2018: BanG Dream! Girls Band Party! ☆ PICO als Lisa Imai - 2019: BanG Dream! als Lisa Imai (2. Staffel) - 2020: BanG Dream! als Lisa Imai (3. Staffel) - 2020: BanG Dream! Girls Band Party! ☆ Pico ~Ohmori~ als Lisa Imai - 2021: BanG Dream! Episode of Roselia als Lisa Imai | Videospiele - 2015: Emil Chronicle Online - 2017: The Idolmaster Cinderella Girls als Yūki Otokura - 2018: BanG Dream! Girls Band Party! als Lisa Imai - 2018: Dragalia Lost als Elias - 2020: Project Sekai: Colorful Stage feat. Hatsune Miku als Shiho Hinomori |

## Diskografie
mit Roselia
- 2018: R (Single, Bushiroad Music)
- 2018: Brave Jewel (Single, Bushiroad Music)
- 2019: Safe and Sound (Single, Bushiroad Music)
- 2019: Fire Bird (Single, Bushiroad Music)
- 2020: Promise (Single, Bushiroad Music)
- 2020: Wahl (Album, Bushiroad Music)

mit Earth Star Dream
- 2015: Bloodtype☆Heartbeat (Single, Earth Star Entertainment)
- 2015: Happy∞Effect (Single, Earth Star Entertainment)
- 2015: Tottemo Safari (Single, Earth Star Entertainment)
- 2016: Yume-iro Toridori Parade♫ (Single, Earth Star Entertainment)
- 2016: Promise You (Single, Earth Star Entertainment)
- 2016: Kimi-iro no Somaru ~Earth・Star・Dream ver.~ (Single, Earth Star Entertainment)
- 2017: Kaiun! Shoufuku! Entenka (Single, Earth Star Entertainment)

Solo
- 2020: Chapter I (Album, NBCUniversal Entertainment Japan)
- 2023: Sapphire (Album, NBCUniversal Entertainment Japan)